# Acropteris luteopicta
Acropteris luteopicta es una especie de polilla del género Acropteris, familia Uraniidae.

## Taxonomía
Fue descrita científicamente por Poujade.